# ابرپیچاب

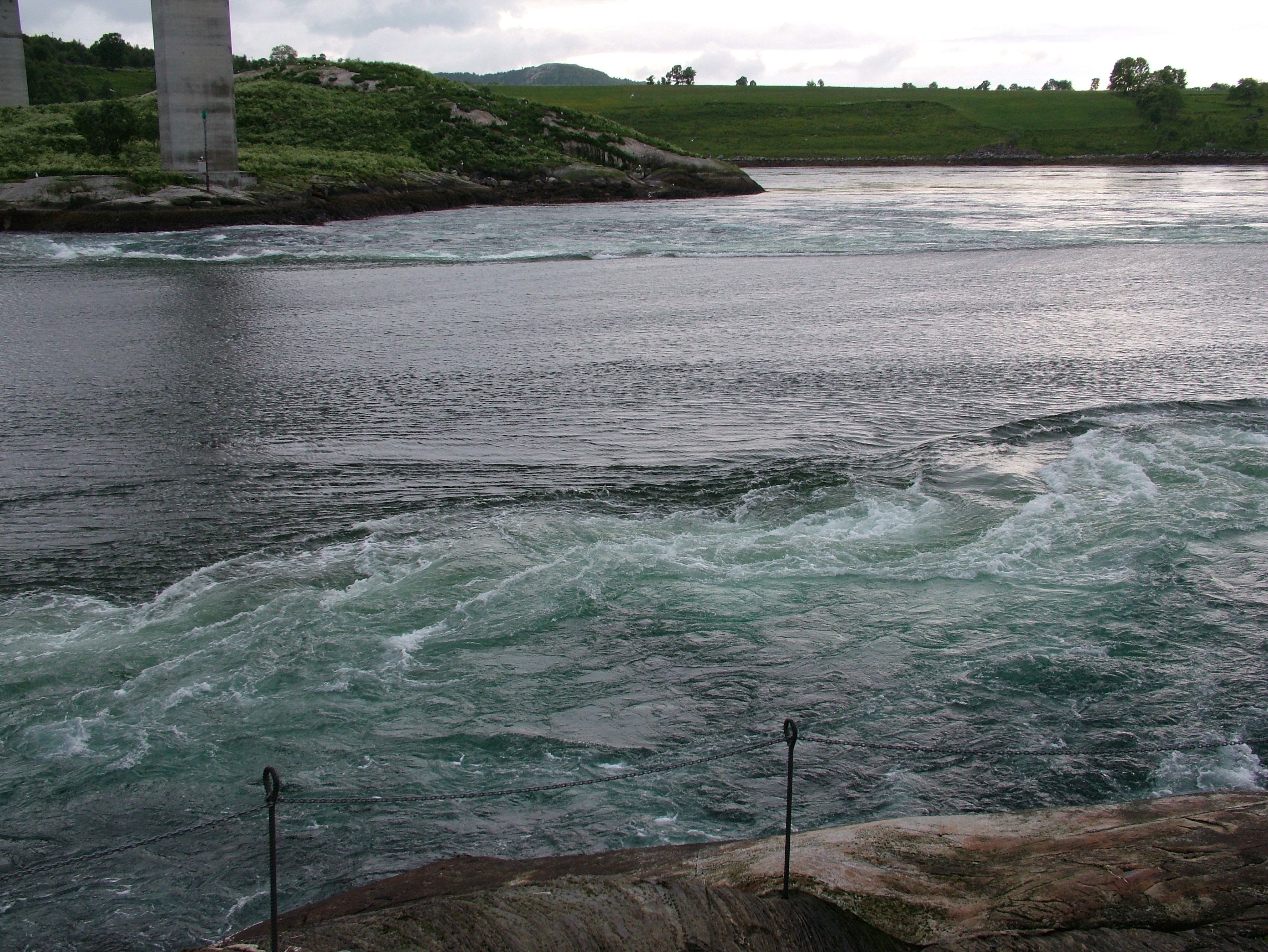
ابَرپیچابِ سالتسترومن

ابَرپیچاب یا ابرگرداب یک گردابِ بسیار قدرتمند و یک پیچابِ آزاد است. چنین پیچابی بزرگ و بسیار پرتلاطم است.

## ابرپیچابِ کُری رِکِن
ابرپیچاب کری رکن در سواحلِ اسکاتلند قرار دارد. یک تیم تحقیقاتیِ اسکاتلندی در یک پژوهش، مانکنی را بهمراهِ یک جلیقه نجات و یک عمق‌سنج به درونِ این ابرپیچاب افکندند. بر اساسِ مشاهداتِ عمق سنج، این مانکن تا عمقِ ۲۶۲ متری به پایین کشیده شد.

## ابَرپیچاب‌ها در ادبیاتِ جهان
معمولاً قدرتِ جزر و مدیِ گرداب‌ها بوسیلهٔ مردم عوام بگونهٔ اغراق‌آمیزی توصیف می‌شود. همچون داستانهایی که در آن کشتی‌هایی بزرگ در چنین ابَرپیچاب‌هایی مکیده شده‌اند.
در داستانهای ادگار آلن پو و ژول ورن نیز چنین توانی از ابرپیچاب‌ها توصیف شده است.